# Liré
Liré è un comune francese soppresso del dipartimento del Maine e Loira nella regione dei Paesi della Loira. Dal 15 dicembre 2015 si è fuso con i comuni di Champtoceaux, Bouzillé, Drain, Landemont, Saint-Christophe-la-Couperie, Saint-Laurent-des-Autels, Saint-Sauveur-de-Landemont e La Varenne per formare il nuovo comune di Orée d'Anjou.
Situato sulla riva sinistra della Loira, è collegato al comune di Ancenis da un ponte chiamato "ponte sospeso di Ancenis" o, ufficialmente "Ponte Bretagne-Anjou", di grande importanza per la rete infrastrutturale della regione.

## Società

### Evoluzione demografica
Abitanti censiti